# Kori Carter
Kori Carter (Claremont (California), Estados Unidos, 3 de junio de 1992) es una atleta estadounidense, especialista en la prueba de 400 m vallas, con la que ha logrado ser campeona mundial en 2017.

## Carrera deportiva
En el Mundial de Londres 2017 gana la medalla de oro en 400 m vallas, quedando por delante de su compatriota Dalilah Muhammad y de la jamaicana Ristananna Tracey.